# Репьёво
Репьево — село в Тогучинском районе Новосибирской области. Входит в состав Репьёвского сельсовета.

## История
В 1912 году в селе Репьевском (прим. — ныне с. Репьево) была построена деревянная однопрестольная церковь во имя Святителя и Чудотворца Николая.
В состав прихода входили: с. Репьевское Томского уезда, деревни: Плотникова и Шмакова, участки Пустынный и Ярский. Прихожан — 2998 чел. (по состоянию на 1914 год).
Согласно данным за 1914 год в храме служили:
- священник Александр Георгиевич Даев (возраст 39 лет); из 4 класса Томской Духовной семинарии, на службе с 2 ноября 1892 года; рукоположен во священника 8 мая 1899 года; награждён скуфьею в 1909 году; на настоящем месте — с 1913 года.

- псаломщик Вениамин Васильевич Полянский (возраст 28 лет); на настоящем месте с 15 марта 1912 года.[2]

## Население
| 2002 | 2007 | 2010 |
| ---- | ---- | ---- |
| 532  | ↗606 | ↗618 |

## Известные жители
В селе Репьево родился Михаил Иванович Барков (1916—1973) — младший сержант Рабоче-крестьянской Красной Армии, участник Великой Отечественной войны, Герой Советского Союза (1944).